# ناسا ورلد ویند
ناسا ورلد ویند (انگلیسی: NASA World Wind) یک نرم‌افزار متن‌باز جهان مجازی است که در سال ۲۰۰۳ توسط ناسا برای استفاده در رایانه‌های شخصی معرفی شد و از سال ۲۰۰۴ با جنبش نرم‌افزار آزاد توسعه یافته است. نسخه اصلی این نرم‌افزار با چارچوب دات‌نت ساخته شده و فقط بر روی سیستم عامل مایکروسافت ویندوز قابل اجرا بود، ولی نسخه‌های جدید جاوای ورلد ویند، برخلاف نسخه‌های پیشین آن بر روی انواع سیستم عامل قابل نصب است.
نسخه جاوای ورلد ویند، جایزه نرم‌افزار ناسا در سال ۲۰۰۹ را از آن خود کرد. این نرم‌افزار تصاویر ماهواره‌ای، عکس‌های هوایی، نقشه‌های توپوگرافی و دیگر نقشه‌های ناسا و سازمان زمین‌شناسی آمریکا را پوشش و نمایش می‌دهد.این نرم افزار برای کسانی که به برنامه نویسی تسلط دارند و یا مهندس های نرم افزار طراحی شده تا با توجه به نیاز خود آن را برنامه نویسی کنند و تغییر دهند و مانند نرم افزار گوگل ارث کاربردی نیست. 